# Neophyllaphis gingerensis
Neophyllaphis gingerensis är en insektsart som beskrevs av Mary Carver 1959. Neophyllaphis gingerensis ingår i släktet Neophyllaphis och familjen långrörsbladlöss. Inga underarter finns listade i Catalogue of Life.